# Johann Christian Daniel von Schreber
Johann Christian Daniel von Schreber (Weißensee, Türingia, 1739. január 17. – Erlangen, 1810. december 10.) német orvos, botanikus, entomológus. Zoológiai szakmunkákban nevének rövidítése: „Schreber”. Botanikai szakmunkákban nevének rövidítése: „Schreb.”. Nevét gyakran I.C.D. előtaggal használják.

## Élete
A hallei és az uppsalai egyetemen tanult, 1760-ban szerzett orvosi diplomát. 1761-től orvosként dolgozott Bützowban. 1764-től Lipcsébe költözött, ahol az egyetemen tanított. 1770-től Erlangenben botanikát tanított az egyetemen.  1791-től a haláláig volt a Leopoldina akadémia elnöke.
1774-ben kezdte el írni többkötetes könyvét a világ emlőseiről, Die Säugethiere in Abbildungen nach der Natur mit Beschreibungen címmel. A könyvben található állatok közül sok először kapott tudományos nevet Linné kettős nevezéktana szerint.
Rovartanban is jelentőset alkotott Schreberi Novae Species Insectorvm című művével.

## Művei
- Beschreibung der Gräser (1.1769 - 3.1810)
- Lithographia Halensis (1758)
- Die Säugetiere in Abbildungen nach der Natur mit Beschreibungen (1.1774 - 64.1804)
- Theses medicae (1761)